# Коксай (Карасайський район)
Кокса́й (каз. Көксай) — село у складі Карасайського району Алматинської області Казахстану. Входить до складу Іргелинського сільського округу.
У радянські часи село називалось Путь Ілліча.
Населення — 10439 осіб (2021; 7769 у 2009, 4835 у 1999, 4440 у 1989).